# Scrapter heterodoxus
Scrapter heterodoxus är en biart som först beskrevs av Cockerell 1921.  Scrapter heterodoxus ingår i släktet Scrapter och familjen korttungebin. Inga underarter finns listade i Catalogue of Life.